# Predikativ
Ett predikativ (av senlatinets praedicativus, av predikat) är en satsdel som vanligen består av ett substantiv, adjektiv eller particip och som relaterar en egenskap till satsens subjekt eller objekt. Det finns flera typer av predikativ. En första indelning kan göras beroende på om satsdelen i fråga är en starkt styrd bestämning till predikatet, d.v.s. befinner sig inom verkningssfären för dess valens, eller om den är "fri", alltså oberoende av predikatet.
Det starkt styrda predikativet delas in i två typer beroende på om det refererar till subjektet eller objektet. I enlighet därmed skiljer man på subjektivt predikativ, till exempel Han förefaller lat, och objektivt predikativ, till exempel De kallar oss mods. En alternativ, mer traditionell, benämning på dessa båda typer är predikatsfyllnad. Man kan säga att detta predikativ används för att fylla ut ett predikat och ge det en ytterligare, nödvändig, precisering.
Det fria predikativet kallas i traditionell grammatik predikativt attribut. Ett exempel är Vi återvände helt utmattade. Även detta satsled kan referera till antingen subjektet eller objektet i satsen. Eftersom det ofta är svårt att skilja på valensbundna och fria predikativ har man på senare tid föreslagit att termerna subjektivt resp. objektivt predikativ kan få omfatta även predikativa attribut.